# با حجاج (القطن)
'

تعديل مصدري - تعديل

با حجاج هي إحدى قرى عزلة وادي سر بمديرية القطن التابعة لمحافظة حضرموت، بلغ تعداد سكانها 15 نسمة حسب تعداد اليمن لعام 2004. سميت القرية نسبة الى إلى العلامة الفقيه عبدالله بن محمد بن علي باحجاج ، احد الاخيار والصالحين في وادي حضرموت المتوفي في القرن التاسع الهجري وقد ورد ذكره في كتاب شوارق الانوار في الاولياء والاخيار المسمى ( قصعة العسل ) .